# أنتوني والر
أنتوني والر (بالإنجليزية: Anthony Waller)‏ هو منتج أفلام وكاتب سيناريو وملحن ومخرج بريطاني، ولد في 24 أكتوبر 1959 في بيروت في لبنان.

## وصلات خارجية
- أنتوني والر على موقع IMDb (الإنجليزية)
- أنتوني والر على موقع ألو سيني (الفرنسية)
- أنتوني والر على موقع أول موفي (الإنجليزية)
- أنتوني والر على موقع قاعدة بيانات الأفلام السويدية (السويدية)
- أنتوني والر على موقع إن إن دي بي (الإنجليزية)
- أنتوني والر على موقع قاعدة بيانات الفيلم (الإنجليزية)
- أنتوني والر على موقع كينوبويسك (الروسية)